# Projeto de lei

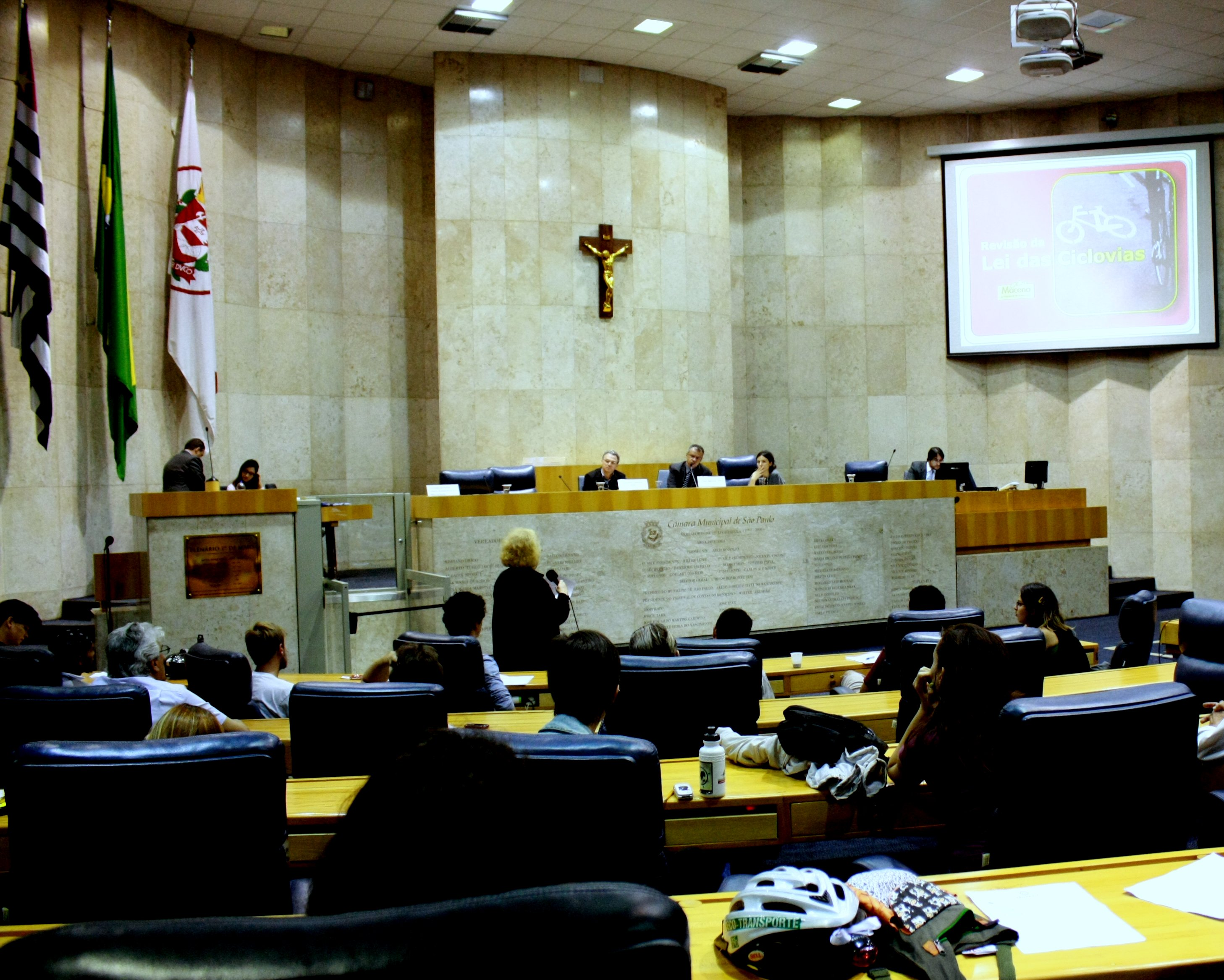
Projeto de lei sendo debatido na Câmara Municipal de São Paulo.

Um projeto de lei é um tipo de proposta normativa submetida à deliberação de um órgão legislativo, com o objetivo de produzir uma lei. Normalmente, um projeto de lei depende ainda da aprovação ou veto pelo Poder Executivo antes de entrar em vigor.

## No Brasil
No Brasil, a tramitação dos projetos de lei encontra regulamentação no artigo 109 do Regimento Interno da Câmara dos Deputados do Brasil.